# Бекар
Бека́р (фр. bécarre) — в музыкальной нотации знак альтерации ({\displaystyle \natural }), означающий отмену ранее назначенного бемоля или диеза для той ноты, перед которой он стоит. Действует до конца такта.

## История
В квадратной нотации имелось два знака, обозначавших высокий и низкий варианты ноты «си» (b), b rotundum (круглое b) или b molle (мягкое b), обозначавшее низкий вариант, и b quadratum (квадратное b) или b durum (твёрдое b), обозначавшее высокий. Из первого произошёл современный знак бемоля, из второго — бекара.
В прошлом использовался знак дубль-бекар {\displaystyle \natural \natural }, отменявший двойную альтерацию (дубль-бемоль {\displaystyle \flat \flat } или дубль-диез ). В настоящее время для этого используется обычный бекар.

## Галерея
- Нота с бекаром